# ماجد راشد
ماجد راشد المحرزي مواليد 16 مايو 2000، لاعب كرة قدم إماراتي يجيد اللعب في الوسط مع نادي الشارقة في دوري الخليج العربي الإماراتي .

## مسيرة اللاعب
لعب في نادي اتحاد كلباء ونادي الشارقة.

## روابط خارجية
- ماجد راشد على موقع إي إس بي إن إف سي (الإنجليزية)
- ماجد راشد على موقع Soccerway.com (الإنجليزية)
- ماجد راشد على موقع عالم كرة القدم.نت (الإنجليزية)